# Варганова Світлана Анатоліївна
Світлана Анатоліївна Варганова (рос. Светлана Анатольевна Варганова; нар. 19 листопада 1964, Ленінград, СРСР) — радянська плавчиня, олімпійська медалістка.

## Виступи на Олімпіадах
| Олімпіада   | Дисципліна                    | Місце |
| ----------- | ----------------------------- | ----- |
| Москва 1980 | плавання на 200 метрів брасом | 2     |